# Trochosa bukobae
Trochosa bukobae är en spindelart som först beskrevs av Embrik Strand 1916.  Trochosa bukobae ingår i släktet Trochosa och familjen vargspindlar. Inga underarter finns listade i Catalogue of Life.